# Distretto di Huaishang
Il distretto di Huaishang (淮上区S, HuáishàngP) è un distretto della Cina, situato nella provincia dell'Anhui.